# Плаштака (река)
Плаштака — река в Литве, протекает по территории Укмергского и Аникщяйского районов. Правый приток Сесартиса (бассейн Вилии). Длина реки составляет 13 км, площадь бассейна — 89 км², среднегодовой расход воды — 0,67 м³/с.
Вытекает из небольшого озера Плаштака в Аникщяйском районе на высоте примерно 115 метров над уровнем моря. Протекает через озеро Каралишкю и течёт в юго-западном направлении. Впадает в Сесартис справа на высоте примерно 75 метров. Средний уклон реки — 2,85 м/км.
Долина реки является особо охраняемой природной территорией. Недалеко от устья реки расположена деревня Антотильчай.
Название Плаштака вероятно происходит от лит. plaštaka «пясть».